# Vaudes
Vaudes är en kommun i departementet Aube i regionen Grand Est (tidigare regionen Champagne-Ardenne) i nordöstra Frankrike. Kommunen ligger  i kantonen Bar-sur-Seine som ligger i arrondissementet Troyes. År 2022 hade Vaudes 708 invånare.

## Befolkningsutveckling
Antalet invånare i kommunen Vaudes
Referens: INSEE